# The Neighbors
The Neighbors is een Amerikaanse sciencefiction-sitcom bedacht door Dan Fogelman. De serie wordt gemaakt door ABC Studios en Kapital Entertaiment.

## Verhaal
De serie speelt zich af in New Jersey en gaat om een familie die verhuisd is naar een herenhuis genaamd Hidden Hills. Bij aankomst ontdekken ze dat de hele gemeenschap wordt bewoond door wezens van een andere planeet. De aliens hebben namen van topsporters, ze eten via hun ogen, door het lezen van boeken en er komt groene smurrie uit hun oren. Omdat de aliens een menselijke vorm hebben aangenomen, kunnen ze ook terugkeren naar hun oorspronkelijke vorm door boven hun hoofd in de handen te klappen. Ze zitten al tien jaar vast op Aarde, nog steeds in afwachting van instructies om naar huis terug te keren.

## Personages
- Debbie Weaver (Jami Gertz), Debbie streeft ernaar om de beste moeder van de wereld te zijn en doet er alles voor om haar kinderen blij te zien. Ze is getrouwd met Marty.
- Marty Weaver (Lenny Venito), de man in de familie, maakt de beslissingen niet alleen en zo toch, steekt Debbie er altijd een stokje voor. De enige beslissing die hij zelf heeft genomen was het kopen van een nieuw huis.
- Larry Bird (Simon Templeman), de leider van de Zabvroniangemeenschap op aarde. Hij is getrouwd met Jackie.
- Jackie Joyner-Kersee (Toks Olagundoye), ze is niet bevooroordeeld zoals haar man Larry. Ze is ook de first lady van de Zabvroniangemeenschap op aarde.
- Amber Weaver (Clara Mamet), de oudste dochter van Debbie en Marty. Ze vindt het leuk om de aliens en haar ouders te laten schrikken.
- Reggie Jackson (Tim Jo), oudste zoon van Larry en Jackie. Hij is verliefd op zijn buurmeisje Amber. Hij is vergelijkbaar met gewone tieners.
- Dick Butkus (Ian Patrick), jongste zoon van Larry en Jackie, een gemanierd wezen die zichzelf wil ontdekken in de nieuwe wereld.
- Max Weaver (Max Charles), het middelste kind van Debbie en Marty dat begint te puberen. Hij is redelijk populair op school. Dick is zijn beste vriend, wat het een stuk moeilijker maakt populair te blijven.
- Abby Weaver (Isabella Cramp), de jongste van de drie. Abby laat weten dat ze aanwezig is door af en toe eens goed te schreeuwen. Abby denkt dat de aliens dom zijn, maar houdt wel van hen.

## Afleveringen

### Seizoenen
| Seizoen | Aantal afleveringen | Uitgezonden Verenigde Staten      |  |
| ------- | ------------------- | --------------------------------- |  |
| 1       | 22                  | 26 september 2012 – 27 maart 2013 |  |
| 2       | 22                  | 20 september 2013 – 2014          |  |